# КВ-4
КВ-4 — советский опытный сверхтяжёлый танк семейства «КВ», разработка которого, по некоторым причинам, не дошла до постройки прототипа. На КВ-4 предлагались новые технические решения, узлы и агрегаты, применяемые на последующих боевых машинах СССР.

## История создания
В апреле 1941 года глава СКБ — Ж. Котин объявил конкурс на разработку тяжёлого танка КВ-4 с двумя орудиями, 125—130 мм бронёй лобовой части корпуса. Свыше 20 конструкторов приступили к работе, около 20 проектов было готово. Победителем стал проект Н. Шашмурина, который совместил установленное в корпусе 107 мм орудие с 76 мм пушкой Л-11 в башне от КВ-1. В июне все работы по КВ-4 были свернуты в пользу КВ-5.

## Описание конструкции
Изначально к разрабатываемой машине были предъявлены следующие требования:

### Броневой корпус и башня
Броневой корпус — сварной, из катаных плит и листов гомогенной стали, башни — сварные из катаных плит и листов.
Стальная броня:
```
Лоб верх: 80-130, середина: 125-150, низ: 125-180
Борт: 125-180
Корма: 100-130
Крыша: 40-60
Днище: 40-50
```

### Вооружение
В качестве вооружения предполагались два орудия: 107-мм ЗИС-6 а также 45-мм 20-К. Для борьбы с живой и малобронированной силой противника также планировалось устанавливать пулемёты ДС и ДТ. В качестве дополнительного вооружения некоторые конструкторы планировали использовать огнемёт.

### Средства наблюдения и связи
Планировалось устанавливать на танки радиостанции 10-Р, а также приборы наблюдения в командирской башенке.

### Двигатель и трансмиссия
В качестве силовой установки был представлен авиационный поршневой 12-цилиндровый V-образный четырёхтактный дизельный двигатель водяного охлаждения М-40, мощностью 1200 л. с.

### Ходовая часть
Торсионная подвеска, катки с внутренней амортизацией.

## Сводная таблица основных характеристик проектов
| Конструкторы                        | Масса                      | Главный калибр            | Дополнительный калибр    | Макс. Скорость | Лобовая броня | Экипаж | Длина                           | Ширина | Высота |
| ----------------------------------- | -------------------------- | ------------------------- | ------------------------ | -------------- | ------------- | ------ | ------------------------------- | ------ | ------ |
| С. Федоренко                        | 98,65т                     | 107 мм в башне            | 45 мм в башне сверху     | 35 км/ч        | 180 мм        | 6 чел  | 8,1 м                           | 4,03 м | 3,7м   |
| Г. Кручёных                         | 107,7т                     | 107 мм в башне            | 45 мм в башне сверху     | 35 км/ч        | 200мм         | 9 чел  | 9,13м                           | 4,03м  | 3,78м  |
| К. Буганов                          | 93т                        | 107 мм в башне            | 45 мм в башне сверху     | 50 км/ч        | 150мм         | 6 чел  | 7,70м                           | 3,80м  | 3,9м   |
| Ф. Маришкин                         | 86,4т                      | 107 мм в башне            | 45 мм в башне сверху     | 40 км/ч        | 80-130 мм     | 7 чел  | 8,7 м                           | 3,8 м  | 3,5м   |
| Г. Москвин                          | 101т                       | 107 мм в башне            | 45 мм в башне сверху     | 40 км/ч        | 130 мм        | 6 чел  | 9,573 м                         | 4,03 м | 3,74м  |
| Н. Струков                          | 92т                        | 107 мм в башне            | 45 мм в башне сверху     | 50 км/ч        | 80-130мм      | 6 чел  | 8,6м                            | 4м     | 3,8м   |
| А. Ермолаев                         | 95т (1 вар.); 90т (2 вар.) | 107 мм в башне            | 45 мм в башне            | 35 км/ч        | 180 мм        | 6 чел  | 8,28м (1 вар.) ; 8,22м (2 вар.) | 4 м    | 3,25м  |
| Л. Сычёв                            | 95-100т                    | 107 мм в башне            | 45 мм в башне            | 35 км/ч        | 125 мм        | 6 чел  | 9,33 м                          | 4 м    | 3,4м   |
| Л. Переверзев                       | 100т                       | 107 мм в башне            | 45 мм в башне            | 39 км/ч        | 125мм         | 6 чел  | 9,5м                            | 3,8м   | 3,32м  |
| В. Быков                            | 98,6т                      | 107 мм в башне            | 45 мм в башне            | 36 км/ч        | 130 мм        | 8 чел  | 9,5 м                           | 4,03 м | 3,65м  |
| Неизвестный                         |                            | 107 мм в башне            | 45 мм в башне            | 37 км/ч        |               |        | 8,5 м                           |        | 3,125м |
| Неизвестный                         |                            | 107 мм в башне            | 45 мм в башне            | 40 км/ч        |               |        | 8,98 м                          |        | 3,12м  |
| М. Креславский                      | 92,6т                      | 107 мм в общей башне      | 45 мм в общей башне      | 32 км/ч        | 125мм         | 6 чел  | 9м                              | 4м     | 3,225м |
| Н. Духов                            | 82,5т                      | 107 мм в общей башне      | 45 мм в общей башне      | 35 км/ч        | 130 мм        | 6 чел  | 8,15 м                          | 3,79 м | 3,153м |
| Н. Шашмурин                         | 92 т                       | 107 мм в корпусе          | 76 мм в башне            | 35 км/ч        | 190мм         | 7 чел  | 10м                             | 4м     | 3,88м  |
| П. Михайлов                         | 86,5т                      | 107 мм в башне            | 45 мм в корпусе          | 21 км/ч        | до 180мм      | 5 чел  | 9м                              | 3,6м   | 3м     |
| Г. Турчанинов                       | 89,5т                      | 107 мм в башне            | 45 мм в корпусе          | 35 км/ч        | 125 мм        | 7 чел  | 9,8 м                           | 4 м    | 3м     |
| Н. Цейц                             | 90т                        | 107 мм в башне            | Отсутствует              | 36 км/ч        | 125мм         | 7 чел  | 8,35м                           | 4,03м  | 3,62м  |
| П. Тарапатин/К. Кузьмин/В. Таротько | 88т                        | 107 мм в башне с огр. УГН | 45 мм                    | 36 км/ч        | 125мм         | 6 чел  | 9,26м                           | 3,79м  | 3,175м |
| В. Павлов/Д. Григорьев              | 91т                        | 107 мм в башне            | 45 мм в башне с огр. УГН | 40 км/ч        | 100-125 мм    | 6 чел  | 8,5 м                           | 4 м    | 3,6 м  |

## Оценка танка
Несмотря на то, что ни один из проектов не был реализован в металле, огромное количество нестандартных решений, изобретений и оригинальных задумок было предложено в ходе конструирования. Многие из них были применены в разработке последующих советских танков.

## КВ-4 в сувенирной и игровой отраслях
https://pic.rutubelist.ru/video/7f/36/7f36c562dc37ad42b0088fb20eb47954.jpg
КВ-4 представлен в играх World of Tanks и World of Tanks Blitz на 8 уровне тяжелых танков СССР. Основан на проекте Н. Духова, сильно отличается от него по ТТХ (масса более 100 т, лобовое бронирование в 180 мм, возможность установки орудий Д-25Т и опытного 107-мм ЗИС-24, в действительности представлявшего собой наложение очень длинного 107-мм ствола (73,5 калибра) на лафет гаубицы-пушки МЛ-20). В ходе специального игрового события глобальной карты в World of Tanks можно было за выполнение задачи получить танк КВ-4, основанный на проекте М. Креславского. Также в закрытых испытаниях World of Tanks испытывается танк КВ-4 (в игре — САУ КВ-4 КТТС), основанный на проекте П. Тарапатина, К. Кузьмина и В. Таротько.
Танки, основанные на проектах КВ-4 Н. Цейца и П. Михайлова представлены в игре Ground War: Tanks.